# Wenddorf
Wenddorf is een plaats en voormalige gemeente in de Duitse deelstaat Saksen-Anhalt, en maakt deel uit van de Landkreis Börde.
Wenddorf telt 111 inwoners.